# Пересвітово
Пересві́тово (рос. Пересветово) — село у складі Дмитровського міського округу Московської області, Росія.

## Історія
Село Пересвітово згадується у 1517 році як власність роду Пересветових. Його голова Василь Іванович Пересветов був послом князя Юрія Івановича до митрополита Даниїла. 1574 року Михайло Іванович Пересветов продав свою старовинну вотчину Троїце-Сергієвому монастирю. У селі був храм, боярський двір і хороми на подвір'ї.

## Населення
Населення — 91 особа (2010; 129 у 2002).
Національний склад (станом на 2002 рік):
- росіяни — 98 %

## Пам'ятки архітектури
У селі збереглася церква Всіх Сумуючих збудована у 1825 році.